# Címerpalást
Névváltozatok: palást (Nyiri 1835. 321.), címerköpeny, címertakaró

fr: pavillon, en: pavilion, de: Wappenmantel, Pavillon, Thronzelt, cs: erbovný plášť 

Rövidítések
A címerpalást, a címer külső díszei közé tartozó drapéria, melyet felül rangkorona, felső sarkainál bojtos kötelek fognak össze, oldalai pedig hullámszerűen redőzöttek. Gyakran arany rojtokkal van szegve. Belsejében a címerpajzs látható a sisakkal, sisakdísszel, sisaktakaróval, esetleg a pajzstartókkal. A külső része általában bíbor színű vagy vörös (spanyol grandok), de lehet kék (francia pairek, Svédország), fekete (Máltai lovagrend) és arany is (francia hercegek, a de Brogile birodalmi fejedelmek). Általában hermelinnel, esetleg evettel (napóleoni heraldika) vagy más prémmel van bélelve. A külsejét néha arany liliomokkal (XVII. Lajos francia király), kis címerekkel, hárslevelekkel (Csehország), fekete sasokkal és arany koronákkal (Poroszország), fekete sasokkal (Oroszország) stb. is díszítették vagy a címer fő ábrájával hintették be. Nagy-Britanniában az ilyen díszes kivitel szokatlan volt.   
A címerpalást hasonlít a címersátorra, de ezen utóbbi felül kupolából indul ki, amelynek tetejére a rangkoronát helyezték. A címerpalástnál nincs ilyen kupola. A 17. században jelent meg Franciaországban. XIV. Lajos király kezdte használni. A címerpalástok és címersátrak megalkotása Philip Moreau nevéhez fűződik. Újítása nagy visszhangra talált és gyorsan elterjedt Szavojában, Dániában és Poroszországban. A 18. században már általánosan használták. Csak az uralkodót, a hercegeket, a főnemeseket, az egyházi lovagrendeket és (egyes országokban) néhány bárót illetett meg, de egyes köznemesek is használták. Előzménye a sisakra helyezett köpeny volt, melynek tetején sisakkorona, esetleg sisakdísz is volt. Egyes heraldikusok ezt antiheraldikusnak tartják.